# SETI-Institut
Das SETI-Institut (Search for Extraterrestrial Intelligence) ist eine Non-Profit-Nichtregierungsorganisation, die sich mit der Suche nach intelligentem außerirdischem Leben befasst. Es wurde am 20. November 1984 als privates gemeinnütziges Unternehmen gegründet und wird von einer Vielzahl Sponsoren unterstützt. Dazu gehören z. B. die NASA, aber auch Unternehmen wie Hewlett-Packard. Hauptsitz ist in Mountain View (Santa Clara County).
Ziel des Instituts ist das Erforschen, Verstehen und Erklären des Ursprungs der Natur und des Lebens im Universum. Hierzu werden Radioteleskope verwendet. Anfang 2011 musste das Institut aus Geldmangel die Forschung mit dem Allen Telescope Array unterbrechen.
Im November 2011 konnte die Forschung mit dem ATA fortgesetzt werden, nachdem eine weitere Finanzierung durch private Spender und das Air Force Space Command gewährleistet werden konnte.
2015 spendete der russische Unternehmer Juri Milner 100 Mio. US-Dollar für die SETI-Forschung.
Das Institut ist Projektteilnehmer von NEOShield.